# Scatella insularis
Scatella insularis är en tvåvingeart som beskrevs av Wayne N. Mathis och Wirth 1981. Scatella insularis ingår i släktet Scatella och familjen vattenflugor. Inga underarter finns listade i Catalogue of Life.